# 10365 Курокава
10365 Курокава (10365 Kurokawa) — астероїд головного поясу, відкритий 27 листопада 1994 року.
Тіссеранів параметр щодо Юпітера — 3,625.